# Ometz LeSarev
Ometz LeSarev (hébreu : אומץ לסרב, le courage de refuser) est une organisation d'officiers de réserve et de soldats de l'Armée de défense d'Israël (IDF) qui refusent de servir au-delà des frontières de 1967, mais qui continuent de servir « dans l'IDF dans toute mission qui sert la défense d'Israël ». Ces objecteurs de conscience se nomment eux-mêmes « refusenik » en référence aux juifs refusenik de l'Union soviétique.